# 平生看護専門学校
平生看護専門学校(ひらおかんごせんもんがっこう)とは、山口県熊毛郡平生町にある看護専門学校。学校法人平生学園が運営。

## 特徴
准看護師としてすでに働いている人たち向けの看護師を養成する昼間の定時制学校。
1学年40人。学生の大半が、関連施設で働きながら学んでいる。修業年限は3年間。授業は、月曜から金曜までの午後。13:00から16:30まで。

## 所在地
山口県熊毛郡平生町大字曽根1376-2

## アクセス
JR広島駅・徳山駅より
山陽本線「柳井」下車、防長バス（上関・佐賀行き）にて「曽根」停下車、徒歩5分
車の場合、山陽自動車道、玖珂ICより約30分、熊毛ICより約25分
平生交差点から上関、佐賀方面約１．５㎞　平生中学裏
学生用駐車場（１００台駐車可）を完備している。

## 関連施設
- 医療法人光輝会　光輝病院
- 平生訪問看護ステーションきらら
- 平生クリニックセンター

## 近在の施設
- 平生曽根郵便局
- 特別養護老人ホームつつじ苑
- 平生町立平生中学校
- 教蓮寺